# Gare de Dambach-la-Ville
La gare de Dambach-la-Ville est une gare ferroviaire française de la ligne de Sélestat à Saverne située sur le territoire de la commune de Dambach-la-Ville dans le département du Bas-Rhin en région Grand Est.
C'est une halte voyageurs de la Société nationale des chemins de fer français (SNCF) du réseau TER Grand Est, desservie par des trains express régionaux.

## Situation ferroviaire
Établie à 187 mètres d'altitude, la gare de Dambach-la-Ville est située au point kilométrique (PK) 7,415 de la ligne de Sélestat à Saverne entre les gares de Scherwiller et d'Epfig.

## Histoire
Les sections de Sélestat à Barr et de Wasselonne à Saverne de la ligne de Sélestat à Saverne sont mises en service le 1er août 1877 par la Direction générale impériale des chemins de fer d'Alsace-Lorraine réalisant ainsi une liaison avec les sections de Barr à Molsheim, Mutzig, Wasselonne et Strasbourg, en service depuis 1864.

## Fréquentation
De 2015 à 2024, selon les estimations de la SNCF, la fréquentation annuelle de la gare s'élève aux nombres indiqués dans le tableau ci-dessous.
| Année     | 2015   | 2016   | 2017   | 2018   | 2019   | 2020   | 2021   | 2022   | 2023   | 2024   |
| --------- | ------ | ------ | ------ | ------ | ------ | ------ | ------ | ------ | ------ | ------ |
| Voyageurs | 36 828 | 37 955 | 33 397 | 29 842 | 39 069 | 29 978 | 32 630 | 36 166 | 26 459 | 35 500 |

## Service des voyageurs

### Accueil
Halte SNCF, c'est un point d'arrêt non géré (PANG) à accès libre. Elle est équipée d'automates pour l'achat de titres de transport.

### Desserte
Dambach-la-Ville est une halte voyageurs SNCF du réseau TER Grand Est desservie par des trains express régionaux de la relation Strasbourg - Obernai - Barr - Sélestat.

### Intermodalité
Un parc pour les vélos et un parking pour les véhicules y sont aménagés. 
Elle est desservie par des bus du Réseau 67 (ligne 501).

## Patrimoine ferroviaire
Le bâtiment voyageurs construit par la Direction des chemins de fer d'Alsace-Lorraine est similaire à celui de la gare de Morhange. Pourvu d'une façade en grès, il s'articule autour d'un corps central de cinq travées dont trois sont situées dans une avancée à pignon transversal et une est masquée côté rue par la tour d'horloge disposée à droite ; à gauche se trouve une aile de deux travées sans étage supérieur dotée d'un toit à deux pans.